# Prionolabis isis
Prionolabis isis là một loài ruồi trong họ Limoniidae. Chúng phân bố ở miền Cổ bắc.